# TOMO (格闘家)
TOMO（とも、1974年2月19日 - ）は、日本の男性元キックボクサー。本名森 知行（もり ともゆき）。大阪府出身。正道会館所属。
武蔵の実弟。

## 来歴
1999年、本名の森 知行としてK-1デビュー。
2003年11月3日、新日本プロレス「YOKOHAMA DEAD OUT」でTOMOと改名し、K-1ルールでジャダンバ・ナラントンガラグと対戦。2R左ハイキックでKO勝ち。
2004年2月24日、K-1 WORLD MAX 2004 〜日本代表決定トーナメント〜に出場。リザーブマッチを勝ち上がると、1回戦を勝ち上がった山本"KID"徳郁が右拳の中指骨折のためドクターストップとなり、準決勝をセルカン・イルマッツと戦うも、1R右ストレートでKO負け。
2005年6月12日、全日本ミドル級王者決定トーナメント決勝で中村高明に判定勝ちを収め、全日本キックボクシング連盟ミドル級王座を獲得した。
2007年4月1日付けで、階級アップを理由として全日本キックボクシング連盟ミドル級王座を返上した。
2007年4月12日、R.I.S.E. FIREBALL 1でマグナム酒井と対戦予定であったが、首の負傷（頚部捻挫）のため欠場となった。
2009年8月には兄の武蔵と共に格闘家のプロモーション等を業務とする「株式会社パウンドフォーパウンド」を設立し、同社の社長に就任している。
2005年以降実戦から遠ざかっていたため事実上の引退状態にあったが、2010年10月23日にZepp Tokyoで開催された自主興行「MUSASHI ROCK FESTIVAL」の中で、兄の武蔵相手に正式な引退試合（3分2Rのエキシビションマッチ）を行った。武蔵は2009年限りで現役を引退していたが、兄弟揃っての引退試合となった。

## 戦績
| 勝敗 | 対戦相手                     | 試合結果                                  | 大会名                                                                                | 開催年月日     |
| ○    | 中村高明                     | 5R終了 判定3-0                            | 全日本キックボクシング連盟「EVOLUTION」 【全日本ミドル級王者決定トーナメント 決勝】   | 2005年6月12日  |
| ○    | 江口真吾                     | 2R 1:38 KO（3ノックダウン：右ハイキック） | 全日本キックボクシング連盟「EVOLUTION」 【全日本ミドル級王者決定トーナメント 準決勝】 | 2005年6月12日  |
| ○    | 箱崎雄三                     | 2R 1:09 KO（膝蹴り連打）                  | 全日本キックボクシング連盟「STRAIGHT」 【全日本ミドル級王者決定トーナメント 1回戦】   | 2005年5月15日  |
| ×    | 小次郎                       | 3R終了 判定0-3                            | K-1 WORLD MAX 2005 〜日本代表決定トーナメント〜 【1回戦】                             | 2005年2月23日  |
| ○    | 松本哉朗                     | 3R終了 判定3-0                            | 新日本キックボクシング協会「TITANS 1st」                                              | 2004年11月6日  |
| ×    | セルカン・イルマッツ         | 1R 2:13 KO（右ストレート）                | K-1 WORLD MAX 2004 〜日本代表決定トーナメント〜 【準決勝】                            | 2004年2月24日  |
| ○    | 松本哉朗                     | 3R 2:39 KO（左フック）                    | K-1 WORLD MAX 2004 〜日本代表決定トーナメント〜 【リザーブマッチ】                    | 2004年2月24日  |
| ○    | 731R                         | 2R 1:21 KO（膝蹴り連打）                  | FUTURE FIGHTER IKUSA 5 〜乱〜 MONKEYMAGIC                                             | 2004年1月24日  |
| ○    | ジャダンバ・ナラントンガラグ | 2R 1:58 KO（左ハイキック）                | 新日本プロレス「YOKOHAMA DEAD OUT」 【K-1ルール】                                     | 2003年11月3日  |
| ○    | 中村高明                     | 3R+延長R終了 判定2-0                      | 全日本キックボクシング連盟 「全日本ライト級最強決定トーナメント 〜決勝戦〜」          | 2003年5月23日  |
| ○    | 江口真吾                     | 3R終了 判定3-0                            | K-1 WORLD MAX 2002 〜世界王者対抗戦〜 【フレッシュマンファイト】                      | 2002年10月11日 |
| ○    | 笹田勝俊                     | 3R 0:59 KO（左ハイキック）                | K-1 RISING 2001 〜四国初上陸〜 【フレッシュマンファイト】                             | 2001年1月30日  |
| ○    | 岡山茂生                     | 3R終了 判定3-0                            | K-1 BRAVES '99 【フレッシュマンファイト】                                             | 1999年6月20日  |
| ○    | 山崎大地                     | 2R 1:08 TKO（右ハイキック）               | K-1 THE CHALLENGE '99 【フレッシュマンファイト】                                      | 1999年3月22日  |
| ○    | 田中克佳                     | 3R終了 判定3-0                            | K-1 RISING SUN '99 【フレッシュマンファイト】                                         | 1999年2月3日   |

## 獲得タイトル
- 第9代全日本キックボクシング連盟ミドル級王座